# Maurice De Waele
Maurice Dewaele (ur. 27 grudnia 1896 w Lovendegem; zm. 14 lutego 1952 w Maldegem) – belgijski kolarz szosowy.
Podczas Tour de France w 1929 roku prześladował go pech. Na wielu etapach musiał sam zmagać się z defektami swojego roweru, gdyż organizatorzy przywrócili zapis w regulaminie o samodzielnej naprawie usterek przez kolarzy. Na jednym z etapów uległ wypadkowi wjeżdżając na psa. Gdy w końcu udało mu się założyć żółtą koszulkę lidera (maillot jaune), zachorował i żywił się jedynie 300-gramowymi porcjami rozpuszczonego w wodzie cukru. Mimo to udało mu się zachować żółtą koszulkę aż do końca wyścigu.

## Sukcesy
- zwycięstwo Tour de France (1929)
- zwycięstwo Dookoła Kraju Basków (1928, 1929)
- 3. miejsce na Dookoła Flandrii (1927)

Lokaty na Tour de France:
- 1927: 2. miejsce (2 zwycięstwa etapowe)
- 1928: 3. miejsce (2 etapy)
- 1929: 1. miejsce (1 etap)
- 1931: 5. miejsce